# Lasiodora icecu
Lasiodora icecu là một loài nhện trong họ Theraphosidae.
Loài này thuộc chi Lasiodora. Lasiodora icecu được Carlos E. Valerio miêu tả năm 1980.